# Средняя точка попадания
Средняя точка попадания или средняя точка прицеливания (СТП), Точка прицеливания — «Яблоко» — термин, имеющий отношение к прикладной баллистике и количественному определению меткости стрельбы. 
Точка прицеливания обозначает геометрический центр эллипса рассеивания метательных снарядов при стрельбе по мишени.

## Определение
Очевидно, что даже при ведении огня из совершенно исправного оружия на динамику полёта снарядов к цели влияет множество разных случайных факторов, например:
- разброс значений в массогабаритных параметрах снарядов влияет на начальную скорость каждого снаряда, которая, в свою очередь, влияет на настильность его траектории.
- в случае огнестрельного оружия на начальной скорости пули также сказываются качество и состав пороха, капсюльного воспламеняющего состава, качество крепления пули в горлышке гильзы и так далее.
- разброс в геометрической форме и размерах метательных снарядов определяет колебания аэродинамического сопротивления при полёте к цели
- случайные и систематические (ветер) возмущения среды, в которой двигается снаряд также сказываются на рассеянии
- и так далее.

Таким образом формируется так называемый эллипс рассеивания, центром которого является средняя точка попадания. Так как влияние вышеназванных причин невозможно предсказать, то меткость стрельбы предпочитают описывать положением центра эллипса рассеивания относительно желаемой точки попадания (центра мишени). Геометрические размеры эллипса позволяют описать кучность стрельбы.

## Методы определения
В случае малого количества попаданий (от двух до четырёх) положение средней точки попадания определяется как простое среднее. При большом количестве снарядов наиболее простым методом оценки положения средней точки попадания является определение горизонтальной и вертикальной линий, по обеим сторонам которых располагается одинаковое количество пробоин. Их пересечение и дает среднюю точку попадания.